# Trent Green

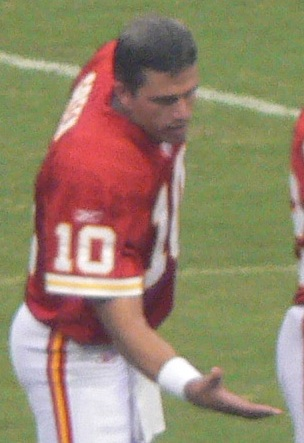
Trent Green

Trent Jason Green (9 de julho de 1970, Cedar Rapids, Iowa) é um ex-jogador profissional de futebol americano estadunidense, que atuava como quarterback na National Football League. Ele fez parte do time St. Louis Rams que foi campeão da temporada de 1999.

## Números da carreira
- TD-INT: 162-114
- Jardas: 28 475
- Passes tentados: 3 740
- Passes completados: 2 266
- Porcentagem de acerto: 60,6%
- QB Rating: 86,0